# Prairialské povstání

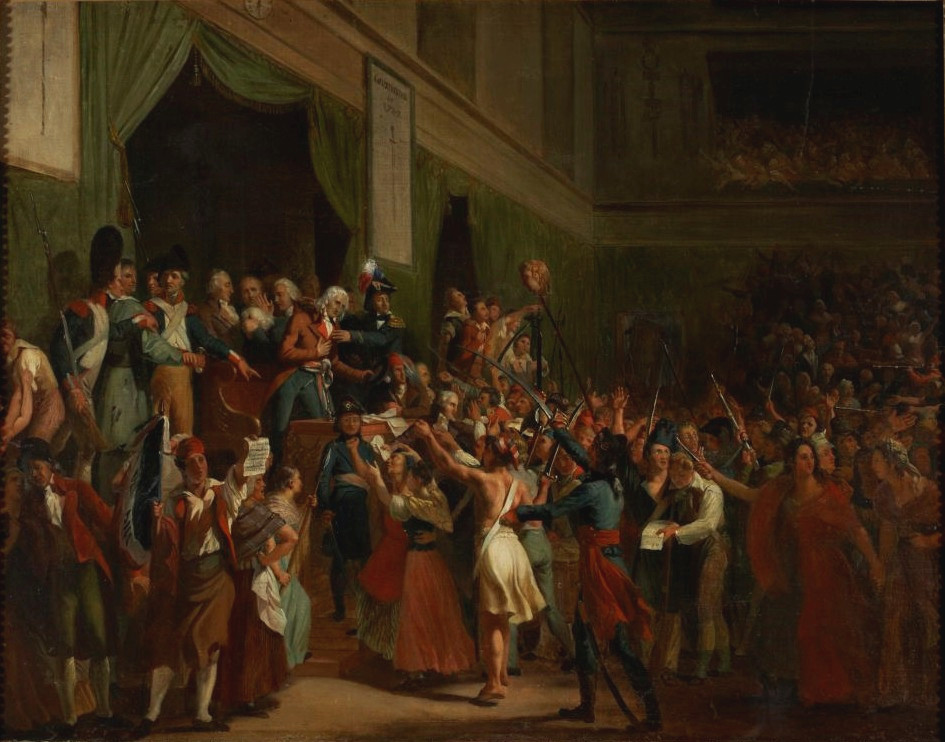
Charles Fournier: Boissy d'Anglas zdraví hlavu poslance Férauda, 1. prairalu roku III, 1831, Francouzské revoluční muzeum.

Prairialské povstání bylo povstání za Velké francouzské revoluce. Odehrálo se v Paříži ve dnech 1. až 3. prairialu roku III francouzského revolučního kalendáře (tj. od 20. do 23. května 1795) po Robespierrově pádu a převzetí moci tzv. thermidoriánů. Jednalo se o jedno z posledních velkých lidových povstání během Francouzské revoluce a mělo vedle politických především sociální příčiny.

## Příčiny
Po Robespierrově pádu a ukončení Hrůzovlády se vyhrotila sociální a hospodářská krize. S koncem rigidní hospodářské politiky vzrostla inflace. Zákon o maximálních cenách potravin byl zrušen na konci roku 1794, situaci vyhrotila i špatná úroda a ceny potravin rychle rostly a v chudinských čtvrtích Paříže vypukl opravdový hladomor. V této souvislosti vzbudil odpor luxusní životní styl nových elit. Sociální revoluční myšlenky získaly nyní u chudších vrstev obyvatelstva opět podporu. Gracchus Babeuf rozvíjel během tohoto období téměř komunisticky znějící ideje. Toto bylo impulsem pro několik vzpour v Paříži, ve kterých účastníci požadovali dodržování ústavy z roku 1793, zatčení vládnoucích thermidoriánů, propuštění politických vězňů a nové volby. Požadavky byly oznámeny při pochodu k Národní konventu.
První vzpoura se odehrála 12. germinalu III. (tj. 1. dubna 1795). Dav z předměstí přitáhl ke Konventu, kde představitelé přednesli své požadavky. Vládní oddíly byly dost silné, aby dav rozehnaly. O den později bylo mnoho sansculotů odzbrojeno a mnoho montangnardů zatčeno.

## Průběh
O několik týdnů později mezi 1. a 3. prairialem III (tj. 20. – 23. dubna 1795) došlo k dalšímu povstání. Zúčastnilo se ho až 40 000 lidí. Toto povstání bylo již lépe plánováno, ale přesto mu chyběl koordinovaný postup. Ráno 1. prairialu se na různých pařížských čtvrtích a předměstích rozezněly poplašné zvony a kolem poledne táhly směrem k centru města davy demonstrantů. Národní konvent je prohlásil za protizákonné. Výbor pro veřejné blaho a Výbor pro všeobecnou bezpečnost rozhodly zmobilizovat vojsko a Národní gardu. Ovšem část gardistů se přidala k povstalcům. V odpoledních hodinách demonstranti došli před Národní konvent. Poslanec Jean Féraud se jim chtěl postavit do cesty. Byl zabit, jeho hlava byla nabodnuta na kopí a přinesena předsedovi Konventu Françoisovi Antoinovi Boissy d'Anglas. Pod tlakem davu byli poslanci nuceni splnit různé jejich požadavky. Krátce před půlnocí dorazily loajální vládní jednotky Národní gardy a vytlačily dav z jednacího sálu.
Národní konvent reagoval zatčením 14 poslanců Hory, kteří byli obviněni z podpory rebelů. Následujícího dne Konvent svolal nejen pravidelné vojsko, ale také oddíly pařížských sekcí. Část z nich ovšem přešla k rebelům, což donutilo Výbor pro veřejné blaho a Bezpečnostní výbor k vyjednávání s nimi. Poté jednotliví poslanci oznámili demonstrantům, že zásobování bude zajištěno, takže se rebelové stáhli zpět na předměstí.
V následujících dvou dnech vláda získala zpět iniciativu. Chtěla vytáhnout se spolehlivými oddíly proti jádru povstání na předměstí Faubourg Saint-Antoine. Bylo shromážděno na 20 000 mužů pod velením generála Jacquese Françoise Menou. První pokus malé skupiny zlaté mládeže dne 4. prairialu ztroskotal na barikádách, které postavilo obyvatelstvo. Rebelové dostali ultimátum. Když dorazilo několikatisícové vládní vojsko, povstalci se vzdali.

## Následky
Po porážce povstalců Národní konvent odpověděl tvrdými represemi. Mnoho opozičních poslanců bylo zatčeno. Lazare Carnot byl ušetřen. V pařížských sekcí bylo zatčeno 1200 lidí, mnoho dalších odzbrojeno a zbaveno svých občanských práv. Po celé Francii byly zatčeny desítky tisíc stoupenců radikální levice.
Stanný soud vydal 77 rozsudků, z čehož bylo 36 trestů smrti. Někteří odsouzení poslanci sami před popravou spáchali sebevraždu, ostatní byli gilotinováni. Občané museli odevzdat své zbraně a Národní garda byla reorganizována tak, aby chudina nebyla mobilizována. Stálá armáda se ukázala jako významný mocenský faktor. Spolek kolem Babeufa přešel do ilegality a jejich spiknutí rovných bylo odhaleno a potrestáno ještě téhož roku.